# V・B・ローズ
『V・B・ローズ』（ベルベット・ブルー・ローズ）は、日高万里による日本の漫画作品。

## 概要
漫画雑誌「花とゆめ」（白泉社）にて、2004年5号から2009年6号まで連載された。
「花とゆめ」2009年6号に掲載された最終回は、ラスト4ページがカラーとなっていた。ラストページにカラーが採用されたのはきわめて異例。そのラスト4ページで主人公の城井あげはが着用していたパーティードレスは、日高と懇意のファッションデザイナーであるタダカイエ（多田カイエ）によってレプリカが作製された。日高の画集『V.B.ローズ イラストファンブック』（白泉社)には、そのレプリカの写真が収録されている。

## 物語
小物作りやデザインが大好きな主人公・城井あげは。大好きな姉が妊娠を機に結婚することになったものの、素直に喜べない。そんな時、偶然本屋で出会ったのは美男子2人組があげはの手作りバッグを見て「アゲハシリーズ」と、身近な人しか知らないはずの言葉を口にする。なぜ彼らが……

## 登場キャラクター
声の項はまんがDVD・ドラマCDのキャスト。

### V・B・R関係者
城井 あげは（しろい あげは）
声 - 水樹奈々
本作の主人公。西宮（にしみや）女子高等学校に在学。姉が大好きで自他共に認めるシスターコンプレックス。また当人に自覚は薄いが、周囲の人が振り返るほどの美少女でもある。露曰く、Eカップ。
素直で明るく元気もいい天真爛漫な性格。何事にも一所懸命で、良くも悪くも裏がなく、嘘がつけない。鈍感な上に報告魔で、結果的に周囲を振り回す事が多い。一つの事に夢中になりやすく、周囲のことが見えなくなって騒動を引き起こす事もある。長い髪の毛は天然パーマであり、中学時代は上級生から睨まれており、マモル以外の友人がいなかった。
小物作りを趣味としており、かなりの腕前を誇る。バッグなどはすべて手製で、名前にちなんだ蝶のマークが入っているのが特徴。これらの作品群は知人たちから「アゲハシリーズ」と呼ばれている。姉の結婚式がきっかけで、V・B・Rでバイトをはじめた。当初はプロの仕事にとまどうことも多かったが、すぐに紫も驚くほどの早さで仕事を仕上げるようになる。
高校卒業後、服飾系専門学校に進学。23歳で紫と入籍。
有坂 紫（ありさか ゆかり）
声 - 櫻井孝宏
V・B・Rの社長兼デザイナー。初登場時は22歳。20歳の時に父が他界し、跡を継いで社長になった。仕事に関しては非常に厳しいが、日常面では親しい人間には優しい性格。接客態度は人当たりがいいようにみえるが、警戒心が強いところもあり、内側に入れる人間は数少ない。父親の多忙ぶりを見かねて中学生の時から家業を手伝っており、客の為には寝る間も惜しんで仕事をこなす。系列の貸衣装店「ロサ・マリアージュ」の社長も兼任する。義母の影響からか乱暴なところがあり、当初あげはは二度も投げ飛ばされている。
黒峰 巳艶（くろみね みつや）
声 - 諏訪部順一
V・B・Rのパターンナー（製図者）。初登場時は22歳。作中の本人の台詞によれば「紫の親友」。中学時代まで、所謂器用貧乏タイプであり、露に一度ふられたことをきっかけに、内心やけになっていた時期がある。紫の父・葵(後述)の死をきっかけに、紫の意向を無視してV・B・Rに｢入社｣。普段はお調子者のセクハラ魔で、あげはによく殴られている。市橋露（後述）の前ではサディスト「黒峰巳艶様」となるが、紫によれば、小学生の恋愛らしい。
露とはのちに彼女の伯母の勧めにより入籍。彼女の実家に義父と同居する。
市橋 露（いちはし つゆ）→黒峰 露（くろみね つゆ）
声 - 能登麻美子（ドラマCD版）
V・B・Rのビーズ職人。3回もビーズをぶちまけたことのある筋金入りのドジっこだが、本業に関しては紫から「職人」と言われるほどの腕を持つ。当初、あげはからは紫との仲を誤解された。その後誤解は解け、懇意になった。夏奈とはお互いに数少ない友人。あげは曰く「可愛く笑う人」「心のオアシス」。
目がとても悪く、眼鏡を取るとぼやけて何も見えない為、周りのことが気にならなくなる。母親からの精神的圧力が原因で引っ込み思案に育った。
巳艶とは小学校の同級生だった。転校が元で疎遠になっていたが、その後高校で紫を介して再会を果たし、のちに紆余曲折を経て入籍。夫の弟に恐ろしいほどそっくりな息子・夏艶（なつや）と、自分のクローンとしか言いようのない娘・霧子（きりこ）という兄妹2人をもうけている（いずれも最終回にのみ登場）。
広瀬 夏奈（ひろせ かな）
声 - 沢城みゆき
V・B・Rのコサージュ作家。親とはうまくいっておらず、叔母の家に居候している。有坂紫や露とは高校が同じで2歳年下。紫とはかつて交際していた。普段は無表情な毒舌家だが、数少ない友人である露を見ると表情が変わる。その一方で、露をイビり倒していた巳艶のことを親の敵のごとく嫌っており、巳艶と露の｢復縁｣に関しては、彼の携帯電話に嫌がらせのメールを送りつけるほど不快感をあらわにした。自問自答する癖があり、自己完結して答えを出さない事も多い。
有坂 凛々子（ありさか りりこ）
貸衣装店「ロサ・マリアージュ」に勤め、V・B・Rでは主に着付と採寸を担当している。実家はすぐ近くの花屋。押しの強さで葵の後妻となり、桜を出産。紫の義母にあたるが、年齢差はあまりない。また幼少時から知り合っている仲なので、互いに全く遠慮のない関係。怒らすと笑顔で乱暴を働くところがあり、紫の人格形成の一環となっている。葵一筋と胸を張って言えるほど愛している。
有坂 桜（ありさか さくら）
紫の異母弟。兄にそっくりで兄弟仲もとても良い。幼稚園児とは思えないほど絵が上手く、生来の女好きで、あげはにとてもなついている。以前高級レースを汚損した事があり、以来保育園に上がるまで店への立ち入りを禁止されていた。が、解禁後、更なる騒動を引き起こすこととなる。

### V・B・R関係者の周囲の人たち
坂下 マモル（さかした マモル）
声 - 安田未央（ドラマCD版）
あげはの親友で、あげはとおそろいの手作りバッグを愛用。ランのファン。あげはとは別の系統の美人。好きなものを愛でる基準は、「好きな子を、いじめていじめて可愛がる」。あげはのことに関しては誰に対しても譲歩しない。周囲や己のキャラクターをよく理解しており、その上で自由に、己の欲求に正直に、マイペースで生きている。
坂下 ナガレ（さかした ナガレ）
声 - 大原崇（ドラマCD版）
マモルの1歳下の弟。顔も性格も姉に瓜二つだが姉には頭が上がらない。幼い頃からあげはに好意を寄せ、その旨を告げて断られているが、なおあきらめていない。紫相手の時のみ、『ブラックナガレ』となり、モノローグは「呪われろ」。紫が最も苦手とする相手であり、紫曰く「決して己の手を汚さない感じ」。
黒峰 志艶（くろみね しづや）
声 - 近藤孝行（ドラマCD版）
巳艶の弟で、マモルと零のクラスメイト。紫とは、志艶の（紫への）喧々とした態度が原因で互いに敵対関係にあった。仕事や紫との関係もあって兄を拒絶していたが、のちにあげはのとりなしで無事仲直りする。マモルのことが好きだが、互いの性格や様々な面からマモルには頭が上がらず、遊ばれている状態に止まっている。
秋吉 零（あきよし れい）
声 - 斎賀みつき（ドラマCD版）
マモルと志艶のクラスメイト。万葉の末弟。クールでドライ、勘が鋭く、人生をどう生きていけば損しないかを自然に身につけている。マモルやナガレの性格、あげはの存在価値や重要度なども見抜いており、さり気無く自身を安全なポジションに置く。
安藤 美夏（あんどう みなつ）
あげはのクラスメイト。零に好意を寄せる。本人曰く、一度つきあったが、色々あって別れたらしい。
大原 ひばり（おおはら ひばり）
声 - 川澄綾子（まんがDVD版）
あげはの姉。旧姓は城井。彼女の妊娠をきっかけに物語がはじまった。おっちょこちょいでかなりのマイペースだが、自分を慕うあげはに対しては完璧な姉を装っていたため、誤解が生じた。あげはのことが大好きで、よくバッグを作ってもらう。現在は夫と愛娘・まどかと共に幸せの真っ只中で新妻兼母親として日々を過ごす。
大原 誠（おおはら まこと）
声 - 千葉進歩（まんがDVD版）
ひばりの夫。優しく穏やかでおっとりしており、照れ屋な可愛らしい憎めない性格。普段はのんびりした人物だが根はしっかりしている。高校時代は巳艶の先輩で、紫とも仲が良い。彼らとの縁から結婚式のドレスをV・B・Rに依頼した。あげはには当初嫌われていたものの、結婚式直前のひばりのピンチを救い、ようやく認められた。その後は「誠くん」と呼ばれ、仲も良く慕われている。
大原 まどか（おおはら まどか）
誠とひばりの娘。あげはの姪。名前はひばりとあげはが同時につけた。容姿は父親似。
あげはの母
あげはとひばりの実母。ひばりの妊娠を真っ先に喜んだ。娘たちを冷静に見られる母親で、2人の成り行きを静かに見守ったこともある。
あげはの父
あげはとひばりの実父。ひばりの妊娠報告の際には、複雑な父親の心境を語るが、妻に諭されあっさりと祝福に切り替えた。あげはのウェディングドレス試着の写真を見て、少し寂しい背中を見せた。
有坂 葵（ありさか あおい）
紫と桜の父親。物語開始時点で既に故人（紫が20歳の時に他界）。仕事一筋で、客の為ならどんな仕事でも引き受けてしまう人物だった。その為、業務は多忙を極め、当時中学生だった紫も、見かねて仕事を手伝っていたほど。押しに弱く、妻の藍や後妻の凛々子とはいずれも彼女たちの押しに屈しての結婚だった。息子達は二人とも彼と生き写し。
柏木 藍（かしわぎ らん）
紫の実母。女優。芸名は柏木ラン。18歳で紫を産んで1児の母となった。しかし子育てには不向きな性格で、ある日紫との約束を反故にして友人と外出。雪の中で長時間時間彼女を待ち続けた紫が肺炎を起こしかけた。この事が原因で葵と離婚。その後、現在の事務所にスカウトされて芸能界入り。以来音信不通だったが、葵の三回忌を前にようやくV・B・Rに顔を出す勇気を持った。
関口 恭一（せきぐち きょういち）
ひばりが式を挙げた結婚式場「Villa Ange（ヴィラ・アンジュ）」のマネージャーで跡取り。凛々子の同級生で、彼女を長年口説き続けているが、軽い態度で繰り返されるプロポーズは全く相手にされていない。有坂親子とは縁が深く、紫をからかうのが趣味のようなところもある。葵からは今際の際に「紫の成長は見届けて欲しいが、凛々子には手をつけるな」と言い含められていた。初対面の露にセクハラを働いたことから、巳艶に消えぬ恨みを抱かれている。
澤井 沙紀（さわい さき）
西宮女子高等学校の古典教師。あげはが入学したときからのクラス担任教師。しつこい性格で、あげはにとっては不倶戴天の敵。旧姓は杉本で、婿養子縁組に伴い澤井姓となった。真紀の実兄。２児の父。

### その他の登場キャラクター
杉本 真紀（すぎもと まき）
声 - 三木眞一郎
美容師。フランス人とのクォーター。女性口調で話す、なよやかな男性。妻・万葉との間に1歳4ヶ月になる長女・ひながいる。若かりし頃と同様に、兄・沙紀を苦手としている。
杉本 万葉（すぎもと かずは）
真紀の妻。旧姓：秋吉。美容師。零の姉で、顔がよく似ているため、あげはとの初対面時には零に見間違えられた。結婚前と同様に真紀を「杉本」と呼んでおり、そのことを巳艶に指摘され、逆上したことがある。また義兄・沙紀のことも以前同様「先生」と呼んでいる。真紀とは対照的に男っぽい性格。なお、真紀との出会いは日高の別作品『世界でいちばん大嫌い』を参照。
杉本 ひな（すぎもと ひな）
杉本夫妻の娘。まどかとは同い年。顔立ちは父親に似ているが、隔世遺伝により黒髪碧眼。父親の「日本語は難しい」という考えのせいでフランス語しか話せず、母親を悩ませている。日高の別作品『天使1/2方程式』のレギュラーキャラ。
市橋 霞（いちはし かすみ）
露の父親で、呉服店の若旦那。気も意思も弱い一方、妻（露の母）が娘につらくあたるのを見かねて離婚するなど、思い切りのいい面もある。離縁した妻に跡取り息子（露の弟）を奪われた反動から、手元に残った露に対し過剰なまでの愛情を注いでしまい、結果、彼女を自分のような人間に育て上げてしまった。
露の伯母（正式名不詳）
霞の姉に当たる人物。お見合いをまとめるのが趣味だが、身内のものは失敗しがち。気が弱い・決断力がない・ニートに近いという状態の露を心配するあまり、お見合いの席を設けたが、巳艶たちにぶち壊されてしまう。しかし実は「男がいるなら、言ってくれればいいのに」と思っていた。その後、市橋家に居候を決め込んだ巳艶に対し、（露と）一緒に住むなら籍を入れろと勧告。さらに結婚式の段取りを勝手に進めようとするなど強引な面がある。
エイミー
本作品のマスコットキャラクター。作中では紫と巳艶が中学生の時に流行っていた『エイミーランド』のマスコットキャラクターとして登場する。つぶらな瞳の兎だが、登場する場面によっては目つきが悪くなる事がある。

## 他の作品との関連性
本作品には日高万里がこれまでに連載していた漫画のキャラクターが多く登場している。
秋吉家シリーズからは杉本真紀・万葉（旧姓・秋吉）夫婦、『世界でいちばん大嫌い』からは藤沢兄妹、甲斐（柏木ランの知人として）、澤井沙紀、『ひつじの涙』からは主人公・蓮見圭の実兄・理人（りひと）、「洋服屋店長」も有坂紫と黒峰巳艶が夏奈への洋服などを買う際に、「めがねの店長」として、また諏訪駆も巳艶が読んでいる本の作者として、間接的に登場している。
さらに杉本ひなについては、18歳にまで成長した姿という形で、2011年3月末時点で『花とゆめ』に連載中の作品『天使1/2方程式』に、主人公の相手役の姉として登場している。

## 単行本
日高万里 『V・B・ローズ』 白泉社〈花とゆめコミックス〉 （全14巻）
- 1巻  2004年8月19日発行(巻末に「日高万里の日常天国。」収録 ISBN 4-592-18161-1
- 2巻  2004年12月16日発行 ISBN 4-592-18162-X
- 3巻  2005年4月19日発行 ISBN 4-592-18163-8
- 4巻  2005年7月19日発行 ISBN 4-592-18164-6
- 5巻  2005年11月18日発行 ISBN 4-592-18165-4
- 6巻  2006年3月17日発行 ISBN 4-592-18166-2
- 7巻  2006年7月19日発行 ISBN 4-592-18167-0
- 8巻  2006年12月18日発行 ISBN 4-592-18168-9
- 9巻  2007年4月19日発行 ISBN 978-4-592-18169-9
- 10巻 2007年8月17日発行 ISBN 978-4-592-18170-5
- 11巻 2008年1月18日発行 ISBN 978-4-592-18171-2
- 12巻 2008年6月19日発行 ISBN 978-4-592-18172-9
- 13巻 2009年1月19日発行 ISBN 978-4-592-18173-6
- 14巻 2009年5月19日発行 ISBN 978-4-592-18174-3

### 関連図書
- V.B.ローズ イラストファンブック（白泉社）2009年5月19日発行 ISBN 978-4-592-18704-2

## まんがDVD
2005花とゆめ 応募者全員サービス ロマンティック♡まんがDVD
「花とゆめ」連載2話分のストーリーを収録。特典としてカラーイラストギャラリーが付属している。
スタッフ
- 原作：日高万里
- 制作プロデューサー：常川誠
- 制作ディレクター：上村潤
- コンテ：上村潤 / 磯邉信彰
- グラフック：上村潤 / 岡西信幸 / 三沢了
- メニューデザイン：中村文雄
- 録音演出：榎本崇宏
- 音響効果：佐藤一俊
- 録音調整：亀田亮治 / 松本直行
- セリフ編集：亀田亮治
- 音楽：山根理恵
- 音楽コーディネーター：早川治久
- プロデュース：大塚美苗

## ドラマCD
2006年12月22日マリン・エンタテインメントより発売。

『ドラマ＆ビジュアルCD』※『花とゆめ』2007年9号付録
- TRACK1 『V・B・ローズ』
- TRACK2 『幸福喫茶3丁目』
- TRACK3 『S・A』
- ビジュアルエクストラ 『学園アリス』（ニンテンドーDS）用デモンストレーション